# Curlew (Schiff, 1917)
HMS Curlew (D42) war ein Leichter Kreuzer der C-Klasse der britischen Marine, der gegen Ende des Ersten Weltkrieges in Dienst gestellt und noch in der Nordsee eingesetzt wurde. Der Kreuzer gehörte zur Ceres-Klasse, der fünften Untergruppe der C-Kreuzer.
Der vor China, der amerikanischen Ostküste und seit September 1929 im Mittelmeer eingesetzte Kreuzer wurde ab November 1936 als zweiter Prototyp zu einem Flugabwehrkreuzer umgerüstet.
Im Frühjahr 1940 wurde die Curlew zur Abwehr des deutschen Angriffs auf Norwegen eingesetzt und am 26. Mai 1940 durch die deutsche Luftwaffe im Ofotfjord versenkt.

## Geschichte derCurlew
Der im April 1916 bewilligte Kreuzer Curlew war das neunte Schiff in der Geschichte der britischen Marine, das nach den Brachvögeln benannt wurde. Den 1795 erstmals vergebenen Namen hatte zuletzt eine Torpedo Sloop von 1885 bis 1906 geführt. Erbaut wurde die Curlew der Ceres-Unterklasse bei Vickers in Barrow-in-Furness, wo mit der zuvor begonnenen Cassandra der Caledon-Unterklasse und der folgende Calcutta der Carlisle-Unterklasse drei Schiffe der Klasse gebaut wurden.
Curlew entstand unter der Baunummer 497, wurde am 21. August 1916 auf Kiel gelegt und lief am 3. Juli 1917 vom Stapel. Die Indienststellung erfolgte schließlich am 14. Dezember 1917.

### Technische Details und Modifikationen
Die Curlew war 137,16 m über alles lang und 13,25 m breit, der mittlere Tiefgang lag bei 4,34 m. Sechs ölbefeuerte Yarrow-Kessel vom 3-Trommel-Typ sowie zwei Parsons-Getriebeturbinen ermöglichten dem Kreuzer bei einer Maschinenleistung von 40.000 WPS eine Höchstgeschwindigkeit über 29 kn (knapp 55 km/h). Bei den Testfahrten 1917 wurden 40.240 PS gemessen und damit 28,07 kn erzielt. Der Treibstoffvorrat betrug ursprünglich maximal 950 Tonnen Öl; die Seeausdauer der Curacoa betrug bis zu 5.900 Seemeilen bei 10 kn Marschfahrt.

Bewaffnet war der Leichte Kreuzer mit fünf 152-mm-L/45-Mk.XII-Kanonen, zwei 76-mm-L/45-Mk.I-Mehrzweckgeschützen sowie vier 3-pdr-(47-mm)-Hotchkiss-Geschützen zur Abwehr feindlicher Flugzeuge. Dazu kamen noch vier 533-mm-Torpedorohr-Zwillingsätze, die versetzt an den Schiffsseiten aufgestellt waren. Noch während des Weltkriegs wurde die Luftabwehr der Curacoa mit zwei 40-mm-L/39-(2pdr)-„pompom“-Flak verstärkt.
Zu Beginn der 1930er-Jahre begann die Royal Navy Pläne dahingehend auszuarbeiten, einen Teil der mittlerweile als veraltet angesehenen Leichten Kreuzer der C-Klasse zu Flugabwehrkreuzern umzurüsten, womit der allgemein wachsenden Bedrohung durch Luftstreitkräfte Rechnung getragen werden sollte.
Erste Umbauten waren die Coventry und die Curlew, die für die 152-mm-Kanonen zehn einzelne 102-mm-L/45-Mk.V-Mehrzweckgeschütze erhielten. Dazu wurde auf der Curlew beim Umbau noch eine Achtfach-40-mm-L/39-(2pdr)-„pompom“ installiert. Das Schiff hatte nun eine Besatzung von 460 Mann.

### Einsätze

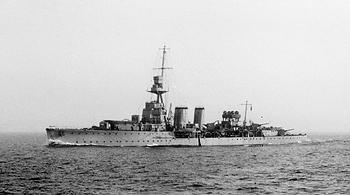
HMS Curlew im Erstzustand

Nach Tests und vollständiger Ausrüstung bei der Grand Fleet verlegte die Curlew Anfang 1918 nach Harwich zur 5th Light Cruiser Squadron. Ab Mai nahm der Kreuzer an Aufklärungsvorstößen unter Konteradmiral Reginald Tyrwhitt, dem Befehlshaber der Harwich Force, bis zum Kriegsende teil. Im Januar 1919 verlegte der Kreuzer durch den Nord-Ostsee-Kanal in die Ostsee zum dort eingesetzten Kreuzerverband zur Unterstützung der Baltischen Staaten.
Im April 1919 wurde die Curlew zur 1st Light Cruiser Squadron der neugebildeten Atlantic Fleet versetzt, aber schon im Juni in Devonport der Reserveflotte zugeteilt. Über Chatham kam der Kreuzer nach Rosyth, wo er im April 1920 auf einen Einsatz in China bei der 5th Light Cruiser Squadron vorbereitet wurde. Der am 27. April in Dienst gestellte Kreuzer erreichte über das Mittelmeer, Aden, Colombo und Singapur sein neues Einsatzgebiet im Juli 1920. Neben den Besuchen chinesischer und japanischer Häfen und den Übungen mit anderen Einheiten der China Station meist vor dem britischen Stützpunkt Wei-Hai-Wei war der Kreuzer auch auf dem Yangtse und lag fast einen Monat vor Hankow, heute ein Stadtteil von Wuhan. Auf dem Rückmarsch in die Heimat traf die Curlew in Colombo mit der sie ablösenden Despatch zusammen und lief dann über die Seychellen, Aden, den Suezkanal und das Mittelmeer bis zum Oktober 1922 in die Heimat zurück.
Am 24. November 1922 wurde die Curlew in Devonport für die North American Station auf Bermuda in Dienst gestellt, um die Constance in der 8th Light Cruiser Squadron zu ersetzen. Im Mai 1923 trat der Kreuzer eine Reise durch den Panamakanal in den Pazifik an. Der Kreuzer lief an der amerikanischen Westküste bis nach Prince Rupert, dem nördlichsten kanadischen Hafen an der Grenze zu Alaska. Er wurde während der Fahrt durch kanadische Gewässer zeitweise vom kanadischen Zerstörer Patrician begleitet, mit dem auch einige Übungen durchgeführt wurden. Der Kreuzer besuchte die kanadische Marinebasis Esquimalt und ab dem 23. Juli Vancouver, wo am 26. der erste Besuch eines amtierenden amerikanischen Präsidenten in Kanada stattfand. Präsident Harding erlitt hier schon einen leichten Schwächeanfall und starb beim folgenden Besuch in San Francisco am 2. August. Die Curlew stellte während des Besuchs an Land eine Ehrenwache für den Präsidenten. Nachdem der US-Präsident auf Schiffen der US Navy Kanada wieder verlassen hatte, beendete der Kreuzer auch seinen Aufenthalt in Kanada und lief nach Hawaii. Nach einer Woche Aufenthalt in Honolulu besuchte der Kreuzer noch die Linieninseln Washington Island (heute Teraina), Fanning Island und Christmas Island (Kiritimati). Dort begann dann die Rückreise über Hawaii, San Francisco, Santa Barbara und San Diego zum Panamakanal. Am 11. Oktober kehrte die Curlew nach 4½ Monaten wieder nach Bermuda zurück.
 Das folgende Jahr verlief mit Standardaufgaben. Der Kreuzer besuchte in der ersten Hälfte Häfen um die Karibik und in der zweiten im Verband des Kreuzergeschwaders Kanada.
1925 gehörte die Curlew zu den Kreuzern des 8th CS, die aus Bermuda zu Besuchen kanadischer Häfen auslief. Zusammen trafen Curlew, Calcutta und Constance am 9. Juni in Halifax ein. Nach wenigen Tagen verließ die Curlew den Verband, um nach Südamerika zu laufen und beim Besuch des britischen Thronfolgers in Argentinien teilzunehmen. Der Kreuzer lief über Bermuda und Pernambuco bis zum 27. Juni nach Montevideo. Anfang August übernahm der Kreuzer vor Montevideo den Prince of Wales von der Repulse, um ihm für Besuche in Uruguay und Argentinien zu dienen. Der Prinz besuchte auf dem Landweg auch noch Chile.
Am 1. Oktober 1925 begann die Rückreise des Prinzen auf der Repulse, die von der Curlew begleitet wurde. Auf dem Rückmarsch wurden São Vicente (Kap Verde) und Funchal angelaufen, ehe man am 15. Oktober Devonport erreichte. Die Mannschaft wurde weitgehend ausgetauscht, um wieder auf die Station zurückzukehren. Im Januar 1927 verließ die Curlew endgültig die North American and Westindies Station.
Ende April 1927 wieder in Dienst gestellt, wurde der Kreuzer vorübergehend der China Station zugewiesen, wohin er auch Austauschmannschaften mitnahm. Im September 1928 war der Kreuzer wieder in Chatham und wurde vorläufig außer Dienst gestellt und eine Überholung begonnen.
Im August 1929 kam der Kreuzer wieder in Dienst und verlegte im September zur 3rd Cruiser Squadron bei der Mediterranean Fleet. Die Curlew blieb bis August 1933 für das Geschwader im Dienst.
Im Oktober 1933 ging der Kreuzer wieder ins Mittelmeer und diente jetzt bei der 1st Cruiser Squadron bis 1936.
Im Oktober stellte die Curlew in Chatham außer Dienst.
Auf dem Chatham Dockyard begann der Umbau zu einem Flugabwehrkreuzer nach dem Muster der zuvor begonnenen Coventry.

#### Zweiter Weltkrieg
Seit dem Juli 1939 war die Curlew für die erstmals zum Einsatz kommende Radar-Versuchsanlage in der Werft. Am 23. September waren die Installationen abgeschlossen und der Kreuzer begann mit Tests der neuen Anlage im Kanal.
Das Schiff wurde der Home Fleet zugeteilt und verlegte am 1. Oktober 1939 nach Scapa Flow. Es kam in der Nordsee aus Rosyth, Grimsby und Chatham zur Flotten- und Konvoisicherung zum Einsatz und war im Dezember zu einer kleineren Reparatur nach Invergordon.

Ab Mitte Januar 1940 wurde der Kreuzer bei der Humber-Force eingesetzt.

#### Das Ende vor Norwegen
Am 8. April gehörte die Curlew zu dem Verband, der gegen den deutschen Angriff auf Norwegen eingesetzt wurde und war ab dem 9. vor Norwegen im Einsatz. Vom 16. bis 21. sicherte sie die Landung französischer Truppen in Namsos (Mauriceforce). Nach einer Ergänzung der Vorräte kehrte die Curlew mit den Trägern Glorious und Ark Royal, dem schweren Kreuzer Berwick und sechs Zerstörern am 23. April wieder zur norwegischen Küste zurück, um die alliierten Versuche zur Vertreibung der deutschen Angreifer aus Narvik zu unterstützen. An den folgenden Tagen wehrte der Kreuzer mehrere Luftangriffe ab und erlitt leichte Schäden. Am 28. wurde der Kreuzer von der Sheffield abgelöst und ging dann zum Auffüllen der Vorräte nach Scapa, um dann wieder an die Küste Nordnorwegens zurückzukehren. Der Kreuzer wurde als Wachschiff im Ofotfjord eingesetzt.
Der Kreuzer war für den entscheidenden Angriff auf Narvik als Flaggschiff des Befehlshaber Lord Cork vorgesehen.
Am 26. Mai 1940 wurde er vor Skutenes im Lavangfjord, einem Seitenarm des Ofotfjord nahe Narvik, von Heinkel He 111 der Kampfgruppe 100 angegriffen und mehrfach getroffen. Der Kreuzer sank auf 68° 33′ 32″ N, 16° 33′ 29″ O. Insgesamt neun Besatzungsangehörige kamen beim Luftangriff und beim Untergang ums Leben.